# فضای اجتماعی
یک فضای اجتماعی فضا یا مکانی فیزیکی یا مجازی از جمله یک مرکز اجتماعی، رسانه‌های اجتماعی آنلاین یا دیگر محل تجمع که در آن مردم گرد هم می‌آیند و تعامل می‌کنند. برخی از فضاهای اجتماعی مانند میادین شهر یا پارک‌ها اماکن عمومی محسوب می‌شوند. جاهای دیگر مانند بارها، وب سایت یا مراکز خرید متعلق به بخش خصوصی هستند.
آنری لوفور تأکید می‌کند که در جامعه انسانی، هم جا فضای اجتماعی است: تخصیص مکان برای برای روابط اجتماعی... فضای اجتماعی به این ترتیب همیشه یک محصول اجتماعی است.
فضای اجتماعی استعاره‌ای برای برای تجربه زندگی اجتماعی است.